# Wohnhaus Am Eickhof 2
Das Wohnhaus Am Eickhof 2 in der niedersächsischen Gemeinde Ritterhude stammt aus der Mitte des 19. Jahrhunderts. Aktuell (2025) wird es als Wohnhaus genutzt.
Das Gebäude steht unter Denkmalschutz (siehe auch Liste der Baudenkmale in Ritterhude).

## Geschichte und Beschreibung
Das zweigeschossige traufständige verputzte Gebäude auf Sockel mit ziegelgedecktem Satteldach wurde wohl um 1850 gebaut. Es steht im Hintergrund südöstlich auf dem Grundstück und wurde gestaltet mit Gesimsen und Fensterrahmungen.